# Sirindhornia pulchella
Sirindhornia pulchella is een vlinder uit de familie bladrollers (Tortricidae). De wetenschappelijke naam van de soort is voor het eerst geldig gepubliceerd in 2014 door Sopita Muadsub & Nantasak Pinkaew.

## Type
- holotype: "male. 9.I.2008. genitalia slide NP 2005"
- instituut: BMNH. Londen, Engeland
- typelocatie: "Thailand, Nakhon Si Thammarat Prov., Khao Nan N.P., 08°47'00"N 99°47'46"E, ca 125 m"